# Union (Ohio)
Union é uma cidade localizada no estado norte-americano de Ohio, no Condado de Miami e Condado de Montgomery.

## Demografia
Segundo o censo norte-americano de 2000, a sua população era de 5574 habitantes.
Em 2006, foi estimada uma população de 6261, um aumento de 687 (12.3%).

## Geografia
De acordo com o United States Census Bureau tem uma área de
11,1 km², dos quais 11,1 km² cobertos por terra e 0,0 km² cobertos por água.

## Localidades na vizinhança
O diagrama seguinte representa as localidades num raio de 12 km ao redor de Union.